# Neophylax sinuatus
Neophylax sinuatus är en nattsländeart som beskrevs av Navás 1917. Neophylax sinuatus ingår i släktet Neophylax och familjen Uenoidae. Inga underarter finns listade i Catalogue of Life.